# L'Enseigne de Gersaint
L'Enseigne de Gersaint est une huile sur toile de grande dimension (1,66 × 3,06 m) peinte en quelques jours à l'automne 1720 par Antoine Watteau, de retour d'Angleterre et peu de temps avant sa mort.
Ce tableau était destiné à servir de panneau publicitaire à son ami marchand de tableau Edme-François Gersaint, dont la galerie était située à Paris sur le pont Notre-Dame. L'enseigne fut accrochée quinze jours à l'extérieur et fit l'admiration de tout Paris.

## Composition
Le tableau est d'une très grande originalité, car il représente une scène tout à fait ordinaire de la rue (un intérieur de boutique avec ses clients et ses vendeurs). En traitant d'un sujet de la vie quotidienne, elle est « contraire à toutes les normes artistiques de l'époque» et représente une œuvre complètement atypique.
« Cette œuvre de circonstance [...] réalise un double prodige : d'une part elle constitue un document inestimable sur la vie urbaine de l'époque ; d'autre part, par la modernité de sa facture, elle annonce les grands observateurs de la vie parisienne, que seront, plus d'un siècle plus tard, Daumier, Manet ou Degas. »
Même si le projet du tableau est longuement médité, on peut voir des repentirs – le peintre repense notamment la ligne de fuite du tableau ou la position de la femme au comptoir. L’enseigne de Gersaint est peinte sur un morceau mais a été coupée en deux un siècle plus tard pour s'accommoder des modes de l'époque – ou il était de coutume d'avoir deux tableaux se correspondant autour de cheminées ou de portes. Il faut savoir que l'enseigne ne représente pas les vraies œuvres vendues, les vrais clients, etc. D’ailleurs les visages sont très peu caractérisés, ce ne sont pas des portraits. Cette toile est donc une vision repensée, une vision idéale de la boutique de Gersaint. En ce qui concerne l’influence de Watteau, il s’agit sans nul doute des peintres italiens du XVIe siècle et flamands du XVIIe siècle; les tableaux accrochés aux murs sont « dans le goût de » ces peintres-là.
Il faut noter également qu’il manque la devanture (une femme est en train d’entrer dans la boutique, sur la gauche) ; nous voyons, aussi, les pavés de la rue. Dans le fond, à droite, un marchand présente une scène mythologique. Le chien, à droite, dans l’angle, est directement inspiré de ceux du Couronnement de Marie de Médicis par Rubens. Watteau rend comme un hommage à ce peintre. Au comptoir, un homme et sa femme regardent un miroir, nous ne savons pas s’ils contemplent leur reflet ou s’ils admirent l’objet lui-même.

## Une œuvre passée en de nombreuses mains

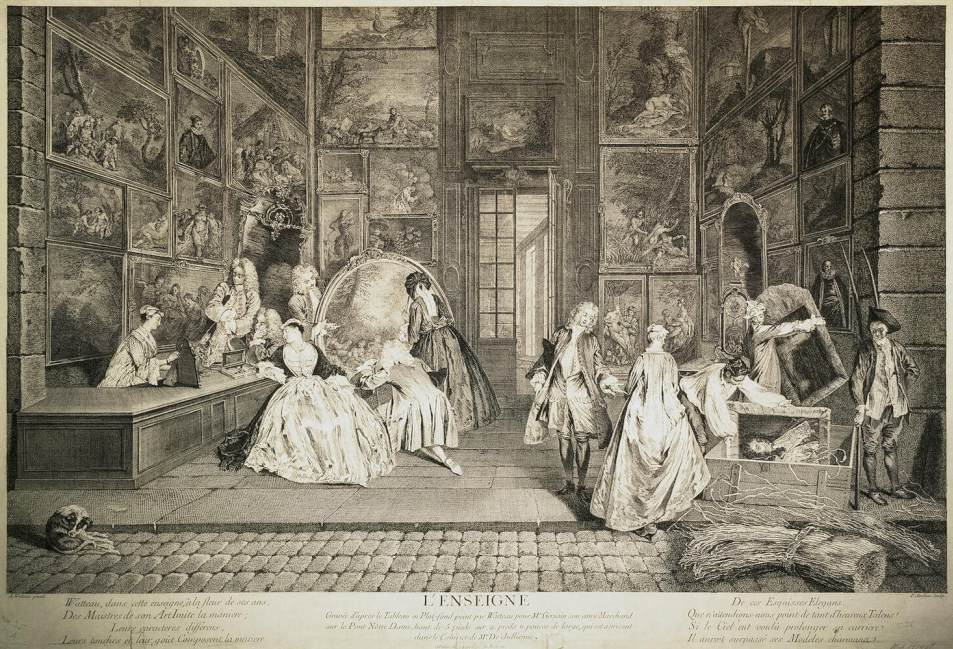
L’Enseigne de la galerie Gersaint, gravure de Pierre-Alexandre Aveline pour le Recueil Jullienne (1732), musée de l'Ermitage.

Gersaint vendit aussitôt le tableau à un conseiller au parlement de Paris, Claude Glucq qui demanda à Pater d'en exécuter une copie avant de le céder, plus tard, sans doute à cause d'embarras financiers, à son cousin germain Jean Jullienne. Ce dernier, directeur de la Teinturerie des Gobelins et mécène de Watteau, fit, du reste, beaucoup pour sa gloire dans la mesure où il fit graver toute l’œuvre de l’artiste. Il tenait, tout comme Glucq, par ses qualités de collectionneur d'art,  à manifester la sûreté de son goût et la légitimité de son ascension sociale, lui, dont la famille devait sa fortune à la politique manufacturière de Colbert dans le domaine textile. Il céda néanmoins à son tour la toile en 1744 au comte Rothenburg, l'agent du roi de Prusse Frédéric II, dit Frédéric le Grand. Le tableau est exposé plusieurs fois à Paris, notamment en 1937 à l'occasion de l'Exposition universelle ou en 1951 lors de l'exposition "Chefs-d'œuvre des musée de Berlin" au Petit Palais. Le tableau se trouve aujourd'hui à Berlin au château de Charlottenbourg. Par son sujet comme par ses pérégrinations, L'Enseigne de Gersaint illustre l'importance des circulations artistiques en Europe au siècle des Lumières.

## Postérité
Le tableau fait partie des « 105 œuvres décisives de la peinture occidentale » constituant le musée imaginaire de Michel Butor.

## Gravure
Le graveur Pierre-Alexandre Aveline a gravé ce tableau en 1732, ce qui permit à l'image de connaitre une grande diffusion. 

## Détails

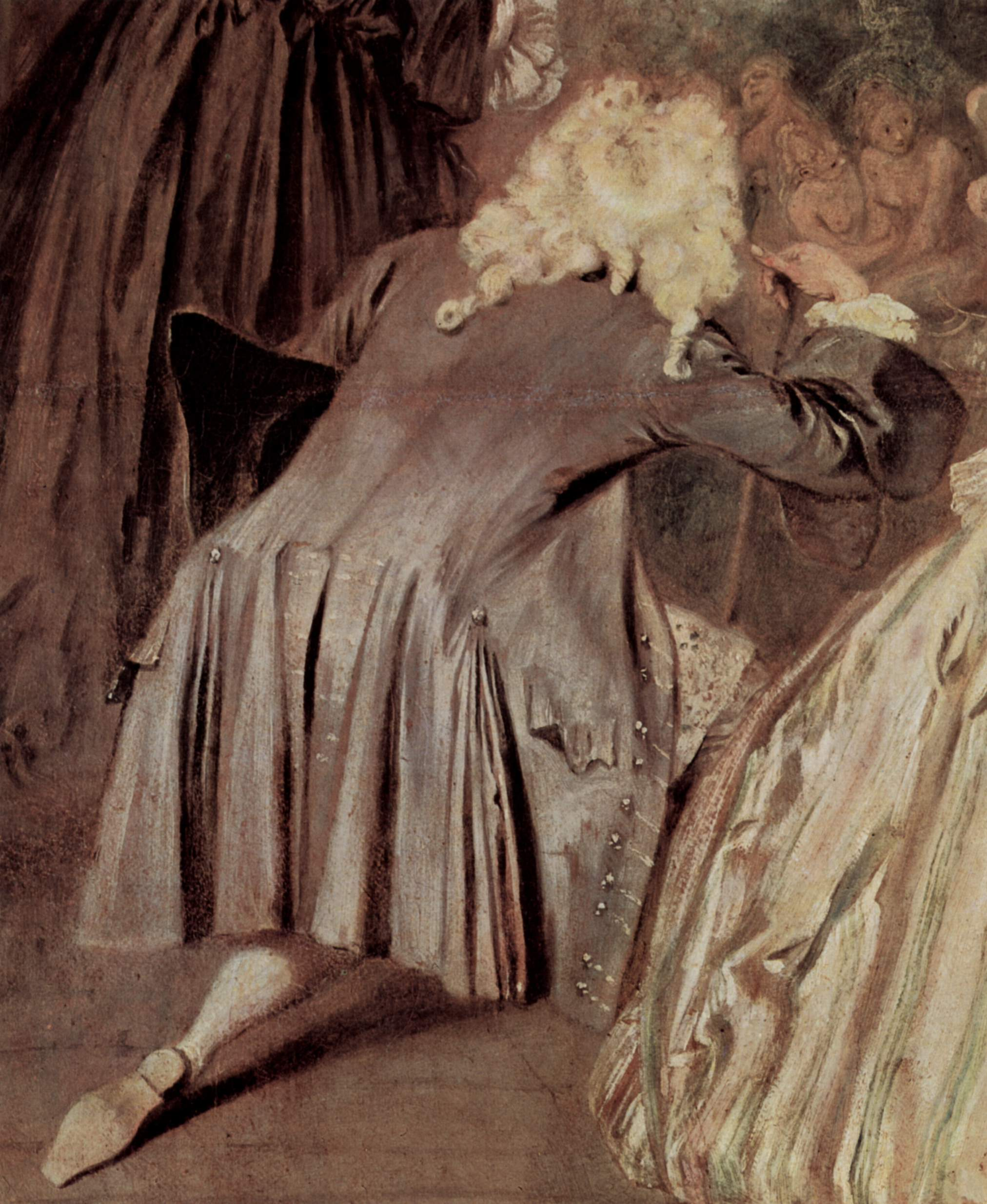
Watteau, L'Enseigne de Gersaint - Détail
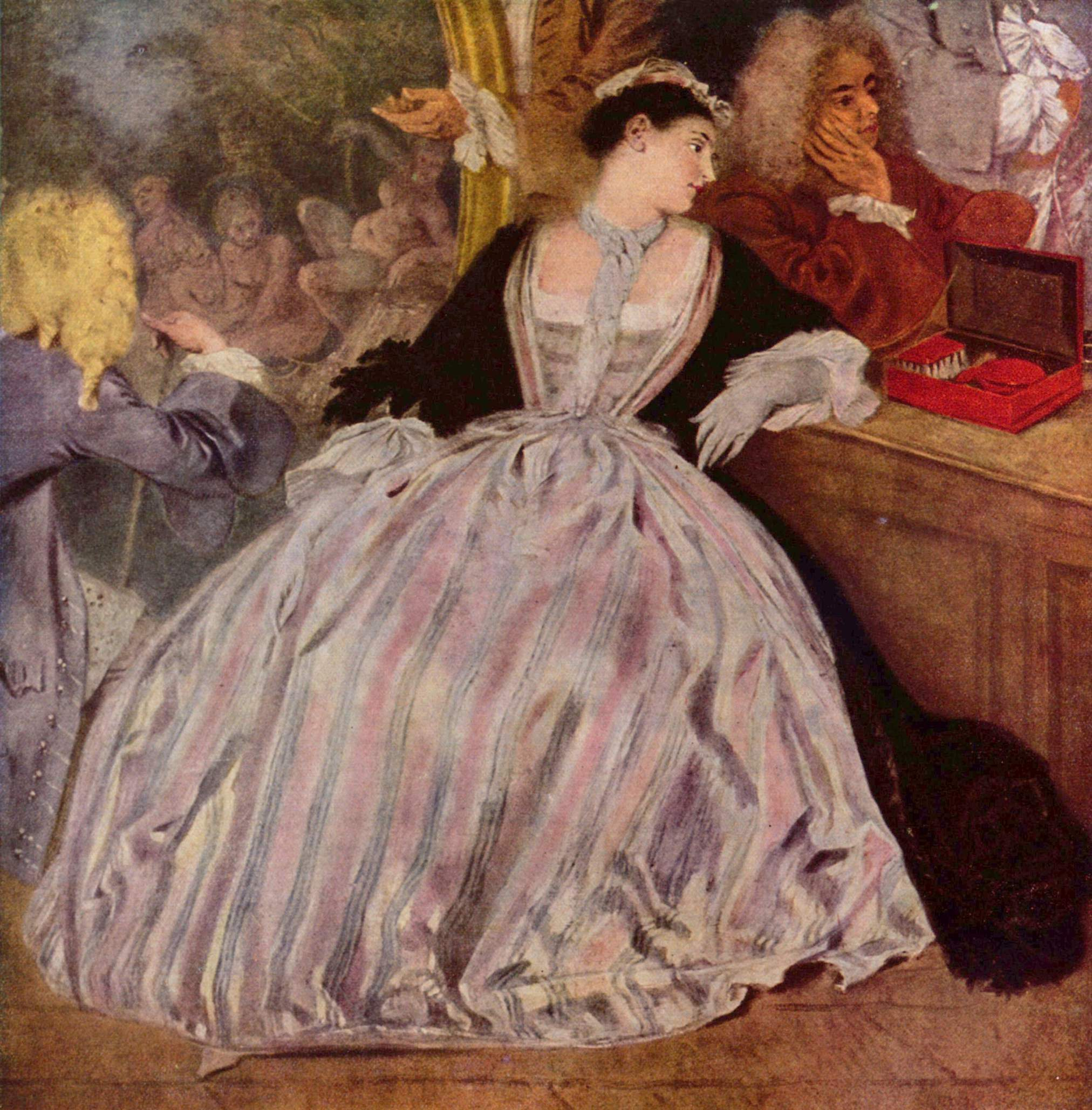
Watteau, L'Enseigne de Gersaint - Détail
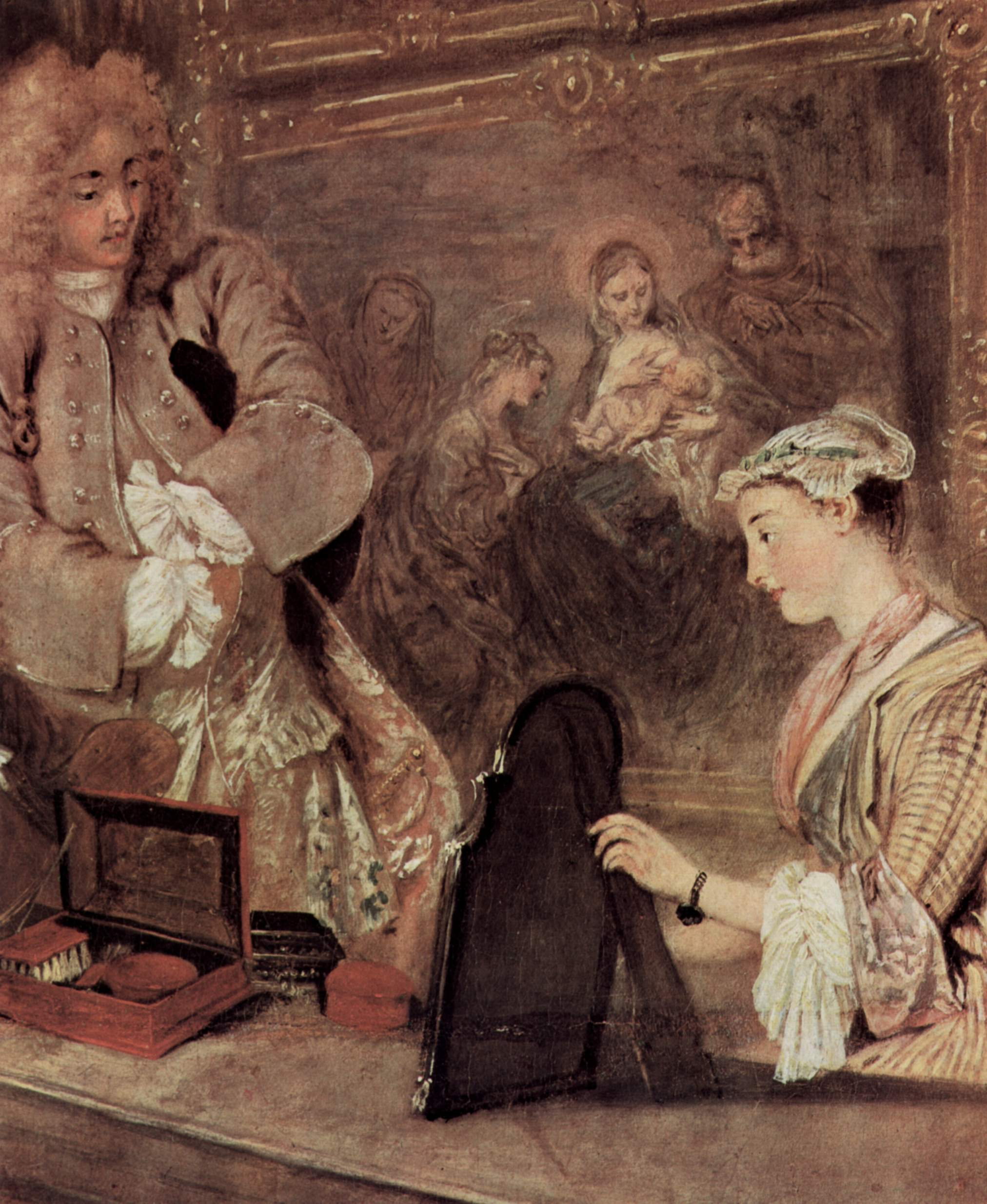
Watteau, L'Enseigne de Gersaint - Détail, probablement Claude Gluck et Mme Gersaint